# Rusty Nail
«Rusty Nail» — песня японской метал-группы X Japan, выпущенная в качестве сингла 10 июня 1994 года. Позже вошла в альбом Dahlia и использовалась как музыкальная тема дорамы Kimi ga Mienai (яп. 君が見えない).
Шведская метал-группа Dragonland записывала кавер-версию песни для японского издания альбома 2004 года Starfall. Сим Чханмин из южнокорейского поп-дуэта TVXQ исполнял эту песню во время тура по Японии в 2012 году. Также японская рок-группа Inugami Circus-dan перепевала «Rusty Nail» для альбома 2012 года Crush! 3 — 90’s V-Rock Best Hit Cover Love Songs-.
Фрагмент песни послужил Ёсики вдохновением для записи песни 2018 года «Red Swan» при участии Хайда.

## Видеоклипы
Первое музыкальное видео было создано в 1994 году при участии художественного коллектива Clamp и представляет собой анимационный клип, изображающий аниме-версии участников группы. На VHS видеоклип вышел вместе со сборником Perfect Best в 1999 году. В сентябре 2014 года видео было загружено на Ютуб-канал Ёсики.
Второй видеоклип был включён в видеоальбом X Japan Showcase in L.A. Premium Prototype, изданный в 6 сентября 2010 года, и в основном содержит кадры выступления группы в январе 2010 года на крыше театра «Кодак» в Голливуде (штат Калифорния, США). Режиссёр — Аарон Платт.

## Коммерческий успех
Песня заняла 1-е место в чарте Oricon и пребывала в нём 20 недель. В 1994 году продажи сингла составили 712 390 копий, таким образом он стал 28-м самым продаваемым синглом года и получил платиновую сертификацию Японской ассоциации звукозаписывающих компаний.

## Список композиций
Автор всех композиций — Ёсики.
| №  | Название                      | Длительность |
| -- | ----------------------------- | ------------ |
| 1. | «Rusty Nail»                  | 5:27         |
| 2. | «Rusty Nail» (караоке-версия) | 5:27         |

## Участники записи
- Тоси — вокал
- Пата — гитара
- Хидэ — гитара
- Хит — бас-гитара
- Ёсики — ударные, клавишные